# Бельовіцько
Бельовіцько (пол. Bielowicko) — село в Польщі, у гміні Ясениця Бельського повіту Сілезького воєводства.
Населення — 590 осіб (2011).

## Географія
Село розташоване в Сілезькому Передгір'ї. Межує з півночі з селом Вещента , із заходу — з селом Ковале, з півдня — з Ґродзецем і Поґужем , зі сходу — з Лазами.
Частина села знаходиться в зоні Natura 2000 — Dolina Górnej Wisły.

## Демографія
Демографічна структура станом на 31 березня 2011 року:
|          | Загалом | Допрацездатний вік | Працездатний вік | Постпрацездатний вік |
| -------- | ------- | ------------------ | ---------------- | -------------------- |
| Чоловіки | 288     | 63                 | 203              | 22                   |
| Жінки    | 302     | 63                 | 199              | 40                   |
| Разом    | 590     | 126                | 402              | 62                   |